# Санджактепе (квартал в Багджълар)
„Санджактепе“ (на турски: Sancaktepe) е квартал на Истанбул, разположен в околия Багджълар. Общата му площ е 0,4 км2. Според данни на Адресната система за регистриране на населението (ABPRS) към 2023 г. населението на „Санджактепе“ е 19 260 жители.